# Бейквелл, Роберт
Роберт Бейквелл (10 марта 1767, Ноттингем — 15 августа 1843, Хэмпстед) — английский геолог. Считается одним из первых разработчиков принципов общей и практической геологии.
Его труд «Введение в геологию» (1813) выдержал пятнадцать изданий (последнее — в 1838). Работы Бейквелла издавались в Германии и США[уточнить].
В своих теоретических изысканиях Бейквелл поддерживал идеи Джеймса Хаттона.

## Труды
- Introduction to Geology (Введение в геологию), 1813
- Introduction to Mineralogy (Введение в минералогию), 1819
- Travels comprising Observations made during a Residence in the Tarentaise (Путешествия и заметки во время пребывания в Мутье), 2 тома, 1823

## Интересные факты
В 1816 году девятнадцатилетний Чарлз Лайелл случайно обнаружил Введение в геологию Бейквелла в библиотеке своего отца. Эта книга впоследствии стала настольной для будущего учёного.